# EPrix de Paris de 2016
O ePrix de Paris de 2016 foi uma corrida válida pela segunda temporada da Fórmula E, que ocorreu em 23 de abril. O ganhador da corrida foi Lucas Di Grassi, o segundo colocado foi o francês Jean-Éric Vergne, Sébastien Buemi chegou em terceiro.

## Treino Classificatório[1]
O grid de largada da Fórmula E é definido em 5 partes, sendo a última a Superpole, na qual são definidas as cinco primeiras posições.
| Pos. | Piloto                 | Equipe                    | Tempo    |
| ---- | ---------------------- | ------------------------- | -------- |
| 1    | Sam Bird               | DS Virgin Racing          | 1:01.616 |
| 2    | Lucas Di Grassi        | ABT Schaeffler Audi Sport | 1:01.932 |
| 3    | Jean-Éric Vergne       | DS Virgin Racing          | 1:01.993 |
| 4    | Stéphane Sarrazin      | Venturi                   | 1:02.550 |
| 5    | Nicolas Prost          | Renault e.dams            | 1:02.709 |
| 6    | Robin Frijns           | Amlin Andretti            | 1:02.405 |
| 7    | Oliver Turvey          | NEXTEV TCR                | 1:02.492 |
| 8    | Sébastien Buemi        | Renault e.dams            | 1:02.661 |
| 9    | Nelson Piquet Jr.      | NEXTEV TCR                | 1:02.685 |
| 10   | António Félix da Costa | Team Aguri                | 1:02.747 |
| 11   | Jérôme d'Ambrosio      | Dragon Racing             | 1:02.797 |
| 12   | Simona De Silvestro    | Amlin Andretti            | 1:02.888 |
| 13   | Bruno Senna            | Mahindra Racing           | 1:02.915 |
| 14   | Daniel Abt             | ABT Schaeffler Audi Sport | 1:03.081 |
| 15   | Ma Qing Hua            | Team Aguri                | 1:03.655 |
| 16   | Loïc Duval             | Dragon Racing             | 1:03.787 |
| 17   | Mike Conway            | Venturi                   | 1:04.798 |
| 18   | Nick Heidfeld          | Mahindra Racing           | 1:11.853 |

## Corrida[2]
| Pos. | Piloto                 | Equipe                    | Voltas | Tempo      | Grid | Ptos. |
| ---- | ---------------------- | ------------------------- | ------ | ---------- | ---- | ----- |
| 1    | Lucas Di Grassi        | ABT Schaeffler Audi Sport | 45     | 45 voltas  | 2    | 25    |
| 2    | Jean-Éric Vergne       | DS Virgin Racing          | 45     | +0.853     | 3    | 18    |
| 3    | Sébastien Buemi        | Renault e.dams            | 45     | +1.616     | 8    | 15    |
| 4    | Nicolas Prost          | Renault e.dams            | 45     | +2.142     | 5    | 12    |
| 5    | Stéphane Sarrazin      | Venturi                   | 45     | +3.044     | 4    | 10    |
| 6    | Sam Bird               | DS Virgin Racing          | 45     | +3.856     | 1    | 111   |
| 7    | Robin Frijns           | Amlin Andretti            | 45     | +5.141     | 6    | 6     |
| 8    | António Félix da Costa | Team Aguri                | 45     | +7.000     | 10   | 4     |
| 9    | Bruno Senna            | Mahindra Racing           | 45     | +8.433     | 13   | 2     |
| 10   | Daniel Abt             | ABT Schaeffler Audi Sport | 45     | +9.479     | 14   | 1     |
| 11   | Jérôme d'Ambrosio      | Dragon Racing             | 45     | +10.738    | 11   |       |
| 12   | Nick Heidfeld          | Mahindra Racing           | 45     | +12.453    | 18   | 2     |
| 13   | Oliver Turvey          | NEXTEV TCR                | 45     | +13.721    | 7    |       |
| 14   | Mike Conway            | Venturi                   | 45     | +14.833    | 17   |       |
| 15   | Simona De Silvestro    | Amlin Andretti            | 45     | +16.049    | 12   |       |
| Ret  | Nelson Piquet Jr.      | NEXTEV TCR                | 39     | +6 voltas  | 9    |       |
| Ret  | Ma Qing Hua            | Team Aguri                | 38     | +7 voltas  | 15   |       |
| Ret  | Loïc Duval             | Dragon Racing             | 4      | +41 voltas | 16   |       |

- Ret = Não completou a prova
- ↑1 Ganhou três pontos pois fez a Pole Position
- ↑2 Ganhou dois pontos pois fez a volta mais rápida da corrida

## Classificação do campeonato após a corrida[3]
Apenas as cinco primeiras posições estão representadas.
| Pos | Piloto            | Pontos | Var |
| --- | ----------------- | ------ | --- |
| 1   | Lucas di Grassi   | 126    | 0   |
| 2   | Sébastien Buemi   | 109    | 0   |
| 3   | Sam Bird          | 82     | 0   |
| 4   | Jérôme d'Ambrosio | 64     | 0   |
| 5   | Stéphane Sarrazin | 58     | 0   |

| Pos | Construtor                | Pontos | Var |
| --- | ------------------------- | ------ | --- |
| 1   | Renault e.dams            | 165    | 0   |
| 2   | ABT Schaeffler Audi Sport | 158    | 0   |
| 3   | Dragon Racing             | 112    | 0   |
| 4   | DS Virgin Racing          | 106    | 0   |
| 5   | Mahindra Racing           | 65     | 0   |